# Śródmieście (Wejherowo)

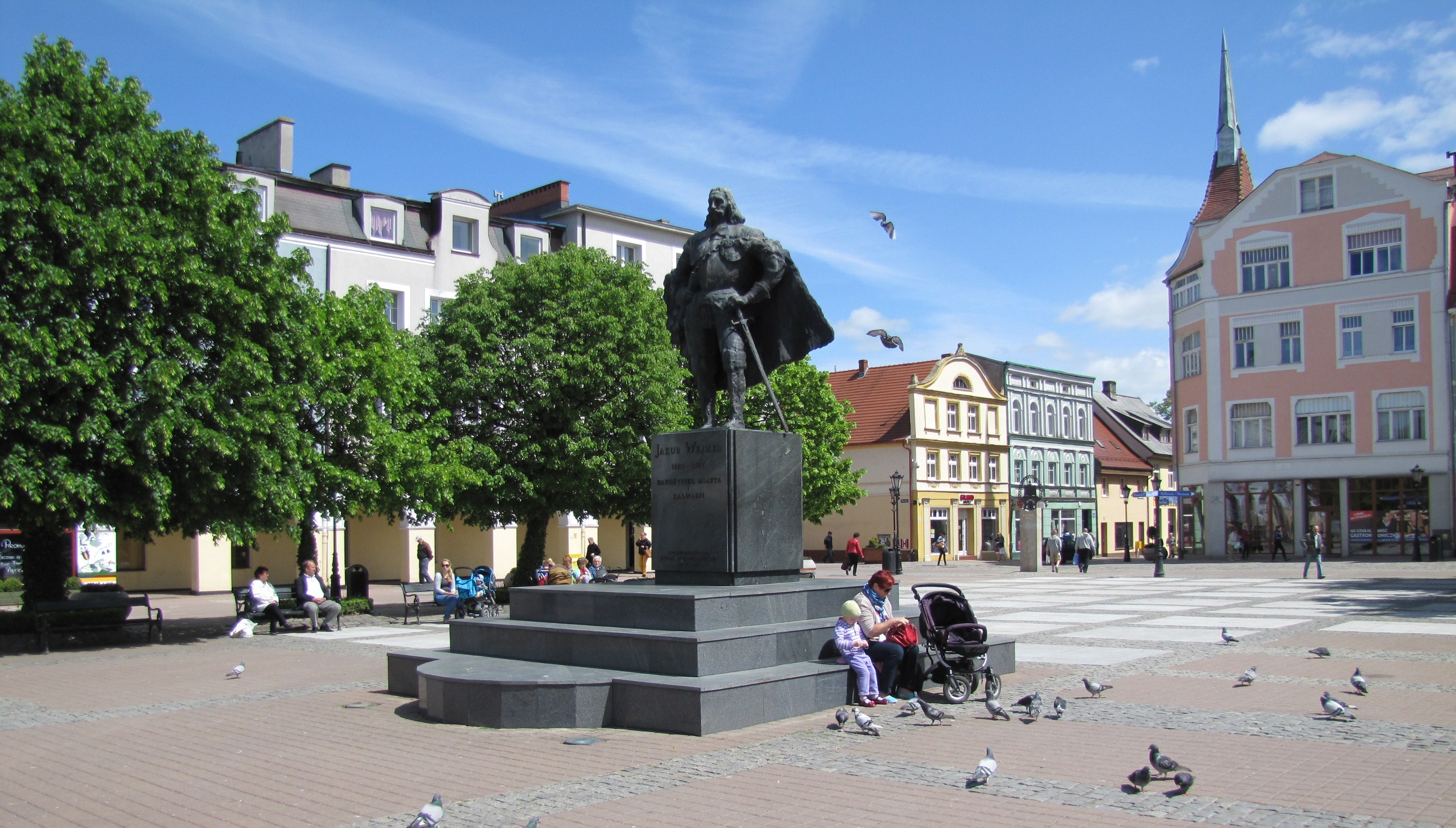
Śródmieście

Śródmieście – centralna i reprezentacyjna dzielnica Wejherowa.

## Niektóre obiekty i zabytki
W Śródmieściu Wejherowa znajduje się zdecydowana większość znanych obiektów tego miasta. Są to m.in.:
- Kalwaria Wejherowska
- Rynek miejski z pomnikiem Jakuba Wejhera oraz zabytkowym ratuszem
- Malowniczy, leśny stadion klubu piłkarskiego Gryf Wejherowo
- Kościół i klasztor Franciszkanów z 1650 roku
- Szachulcowy szpitalik-przytułek z XVIII w, jeden z najstarszych budynków miasta
- Muzeum Piśmiennictwa i Muzyki Kaszubsko-Pomorskiej
- Dworzec kolejowy w Wejherowie

## Place i ulice
- Plac Jakuba Wejhera
- Plac Józefa Piłsudskiego
- Plac Jana Pawła II
- Ul. Jana III Sobieskiego
- Ul. Pucka
- Ul. 3 Maja
- Ul. Strzelecka
- Ul. Rzeźnicka
- Ul. 1 Maja
- Ul. 10 Lutego
- Ul. 12 Marca
- Ul. Dąbrowskiego
- Ul. Judyckiego
- Ul. Kalwaryjska
- Ul. Klasztorna
- Ul. Kopernika
- Ul. Kościelna
- Ul. Kościuszki
- Ul. Mickiewicza
- Ul. Parkowa
- Ul. Północna
- Ul. Reformatów
- Ul. Sienkiewicza
- Ul. św. Jacka
- Ul. Wałowa
- Ul. Wybickiego
- Ul. Zamkowa

## Położenie
Śródmieście graniczy:
- od północy - z dzielnicą Nanice
- od południa - z gminą Wejherowo i terenami Trójmiejskiego Parku Krajobrazowego
- od wschodu - z dzielnicą Śmiechowo
- od zachodu - z Dzielnicą Zachodnią